# Mount Bosworth
Mount Bosworth är ett berg på gränsen mellan Alberta och British Columbia i Kanada. Bergets topp ligger 2 771 meter över havet. Berget namngavs 1904 efter George Morris Bosworth som senare blev vice ordförande för Canadian Pacific Railway.